# Patricia Staniek
Patricia Staniek (* 1964 in Stockerau) ist Verhaltensanalystin/Behaviour Profiler (Profiler), Betriebswirtin mit Schwerpunkt Wirtschaftskriminalistik und -kriminologie sowie akademische Expertin für Sicherheitsmanagement, Unternehmensberaterin, Systemische Organisationsberaterin und Systemischer Wirtschaftscoach.

## Leben
Patricia Staniek studierte BWL mit Schwerpunkt White Collar Crime (Wirtschaftskriminalität) und internationales Sicherheitsmanagement, absolvierte Ausbildungen und Weiterbildungen in den Bereichen Kriminologie, Sicherheit, Körperspracheanalyse (u. a. Facial Action Coding System, FACS), Verhaltenserkennung sowie Vernehmungs- und Interviewtechniken und operative Fallanalyse. Im Laufe ihrer Karriere spezialisierte sie sich auf die Analyse von Tätern, manipulativen Persönlichkeitsstilen sowie auf Präventionsstrategien im Bereich Wirtschaftskriminalität und Social Engineering.
Sie ist international tätig, aber insbesondere in der Schweiz, Österreich, Liechtenstein und Deutschland, und arbeitet mit Behörden, Unternehmen und Institutionen im Bereich Sicherheit, Recruiting und Risikoprävention zusammen.
Sie ist Erfinderin der „Wolf Experience“, die sie gemeinsam mit Partnern wie u. a. Prof. Kurt Kotrschal, Wolfs- und Verhaltensforscher von 2009 bis 2019, durchführte und bei dem Manager mit den Experten gemeinsam ins Wolfsgehege durften. 2021 war sie in der deutschen Amazon Produktion Celebrity Hunted - Jede Spur kann dich verraten zu sehen. In Österreich ist sie in der ATV-Dokuserie Staffel 1–4 als Expertin für Betrugsdelikte und deren Prävention zu sehen. Weitere Gastauftritte hatte sie in Dokumentationen des ORF, Pro7, Puls 4, ARD, Servus-TV, TV21. Seit April 2025 veröffentlicht sie den Podcast Talk im Hörsaal zusammen mit Marlon Possard.
Staniek ist Mitglied der Forschungsstelle für Staatsverweigerung und subversiven Extremismus (FSTE) unter der Leitung von Marlon Possard mit dem zusammen sie das Forschungsprojekt Psychohunters zur Untersuchung von Psychopathie und Narzissmus leitet.
Zudem ist sie Herausgeberin des Magazins DER PROFILER, das sich mit sicherheitsrelevanten, psychologischen und wirtschaftskriminologischen Themen beschäftigt.
Patricia Staniek leitet ein Jahresausbildungsprogramm zum Certified Profiler für Wirtschaft und Sicherheit', zertifiziert von der WKO/WIFI Österreich, das sich an öffentliches und privates Sicherheitspersonal, Unternehmer, Führungskräfte und HR richtet. In ihren Seminaren und Workshops vermittelt sie unter anderem Methoden der Verhaltensanalyse, Fragetechniken aus der Vernehmungspraxis, ssowie Profiling-Methoden für Wirtschaft und Personalführung.

## Bücher
- Profiling. Ein Blick genügt und ich weiß, wer du bist. Echomedia, Wien 2013, ISBN 978-3-902900-16-6
- Mein Wille geschehe. Macht und Manipulation entschlüsseln. Goldegg Verlag, Wien 2017, ISBN 978-3-903090-83-5
- Status – So verschaffen Sie sich Anerkennung, Respekt und Gehör. Goldegg Verlag

## Auszeichnungen
- Buchliebling 2014 in der Kategorie Österreichisches Sachbuch für „Profiling. Ein Blick genügt und ich weiß, wer du bist“[1]
- Dreimal Mal unter den TOP 100 der erfolgreichsten Trainer in D, A gewählt vom Magazin Erfolg
- Zweimal als eine der 500 erfolgreichsten Köpfe, gewählt vom Magazin Erfolg[1]
- Top 50 der HR Influencer